# Andrea da Firenze (compositeur)
Ne pas confondre avec Andrea di Bonaiuto dit Andrea da Firenze.
Andrea da Firenze (également connu sous les noms d'Andreas da Florentia, Andrea de' Servi, Andrea degli Organi, Andrea di Giovanni et Horghanista de Florentia) né à une date inconnue et mort en 1415, est un compositeur et organiste florentin du trecento. Avec Francesco Landini et Paolo da Firenze, il fut l'un des principaux représentants du style italien Ars nova du trecento, et un compositeur prolifique de chansons profanes, principalement de ballata.

## Biographie
Andrea da Firenze étant membre de l'Ordre des Servites de Marie, dont les archives ont été largement conservées, on en sait plus sur sa vie que ce n'est habituellement le cas pour les compositeurs du trecento. Il est entré dans l'ordre en 1375, son âge d'alors n'étant pas connu. L'une de ses premières activités au sein de l'ordre fut de réaliser une commande pour la construction d'un orgue pour la maison Servite à Florence, pour laquelle il engagea Francesco Landini comme consultant. Parmi les documents qui nous sont parvenus, il y a les recettes pour le vin que les deux hommes ont consommé pendant les trois jours qu'il a fallu pour accorder l'instrument.
Il est probable qu'Andrea da Firenze et Francesco Landini connurent un certain succès dans leur travail, car on sait qu'en 1387 Andrea reçut une commande similaire pour la construction d'un orgue à la cathédrale de Florence. Une commande enregistrée en 1382 pour un « Maestro Andrea » pour la construction d'un orgue à Rieti, entre Florence et Rome, a pu être la sienne aussi, mais n'a pas été identifiée avec certitude. Les deux hommes étaient de toute évidence des amis proches, d'après les témoignages de leur temps passé ensemble, ainsi que les références mutuelles que l'on trouve dans leur musique.
Andrea da Firenze était également actif au sein de son ordre, en tant qu'administrateur. En 1380, il devint prieur de l'Ordre des Servites de Marie ; en 1393, il prit le rôle supplémentaire de prieur du monastère de Pistoia, et de 1407 à 1410, il dirigea l'ensemble de l'ordre des Servites de Toscane. 

## Œuvre
Toute la musique d'Andrea da Firenze d'attribution fiable appartient au genre de la ballata, dont trente nous sont parvenues (dix-huit pour deux voix et douze pour trois voix). Il est également l'auteur présumé d'une ballade en français, au vu de similitudes stylistiques, d'une attribution contemporaine et d'un nom similaire au sien. La source principale de son œuvre est le Codex Squarcialupi, qui inclut également dans la section contenant sa musique une illustration colorée d'un homme jouant d'un orgue, représentation probable d'Andrea da Firenze.
Les ballate sont habituellement pour deux voix ; deux d'entre elles comprenant un ténor instrumental. Les voix des ballate à trois voix ne contiennent pas toutes un texte à prononcer, une des voix pouvant parfois être remplacée par un instrument.
Comparée à la musique de Landini, dans laquelle le raffinement, l'élégance et une ligne mélodique mémorable étaient les objectifs clairs du compositeur, la musique d'Andrea da Firenze apparaît plus dramatique, agitée et parfois disjointe. Elle comprend des dissonances pour évoquer le ressenti de certains passages du texte. Par exemple, une de ses ballate comprend un saut mélodique d'octave augmentée, pour mettre en évidence le mot maledetto (maudit). 